# Braccio
Braccio var ett italienskt alnmått av varierade i längd i de olika städerna, i Florens var en braccio 0,584 meter, i Venedig 0,683 meter för ylle och 0,689 för silke, i Milano var den 0,688 meter.
I Schweiz har ett liknande mått brukats, Brache, vilket motsvarar 2 pieds eller 60 centimeter.